# Niemiecka Formuła 4
Niemiecka Formuła 4 (oryg. ADAC Formel 4) – seria wyścigowa spełniająca regulacje FIA dla Formuły 4. Mistrzostwa powstały na bazie serii ADAC Formel Masters w latach 2008-2014.

## Historia
Powstanie serii wiąże się z inicjatywą Gerharda Bergera i FIA, którzy w marcu 2013 doprowadzili do utworzenia Formuły 4. Celem serii jest uregulowanie hierarchii sportów motorowych i uczynienie jej bardziej przejrzystą. Regulamin Formuły 4 normuje koszty, takie jak koszt samochodu (maksimum 30 000 euro) i koszty poniesione w całym sezonie (maksimum 100 000 euro). Pierwszymi mistrzostwami według regulaminu Formuły 4 były Włoska Formuła 4 i Południowoamerykańska Formuła 4. Niemiecka Formuła 4 została utworzona z inicjatywy ADAC w lipcu 2014. W pierwszym sezonie zorganizowano osiem eliminacji.

## Samochód
Wszystkie samochody w serii dostarcza Tatuus. Pojazdy te są wykonane z kompozytów włókna węglowego. Napędza je silnik Abarth 414 TF turbo o pojemności 1,4 litra i mocy 160 KM. Maksymalny moment obrotowy wynosi 250 Nm przy 3500 rpm. Prędkość maksymalna pojazdu wynosi około 210 km/h. Jego masa nie może przekroczyć 570 kg.

## Mistrzowie

### Kierowcy
| Sezon | Kierowca              | Zespół                | PP | Zwycięstwa | Podium | NO | Punkty |
| ----- | --------------------- | --------------------- | -- | ---------- | ------ | -- | ------ |
| 2015  | Marvin Dienst         | HTP Junior Team       | 7  | 8          | 14     | 6  | 347    |
| 2016  | Joey Mawson           | Van Amersfoort Racing | 7  | 10         | 16     | 5  | 374    |
| 2017  | Jüri Vips             | Prema Powerteam       | 0  | 2          | 7      | 0  | 245,5  |
| 2018  | Lirim Zendeli         | US Racing–CHRS        | 8  | 10         | 13     | 8  | 348    |
| 2019  | Théo Pourchaire       | US Racing–CHRS        | 6  | 4          | 12     | 2  | 258    |
| 2020  | Jonny Edgar           | Van Amersfoort Racing | 5  | 6          | 12     | 6  | 300    |
| 2021  | Oliver Bearman        | Van Amersfoort Racing | 5  | 6          | 11     | 4  | 295    |
| 2022  | Andrea Kimi Antonelli | Prema Powerteam       | 7  | 9          | 12     | 8  | 313    |

### Zespoły
| Sezon | Zespół                | PP | Zwycięstwa | Podium | NO | Punkty |
| ----- | --------------------- | -- | ---------- | ------ | -- | ------ |
| 2016  | Prema Powerteam       | 4  | 4          | 17     | 3  | 459,5  |
| 2017  | Prema Powerteam       | 2  | 5          | 20     | 2  | 597,5  |
| 2018  | US Racing–CHRS        | 8  | 11         | 19     | 11 | 562    |
| 2019  | US Racing–CHRS        | 7  | 7          | 27     | 7  | 528    |
| 2020  | Van Amersfoort Racing | 9  | 11         | 27     | 11 | 651    |
| 2021  | Van Amersfoort Racing | 5  | 8          | 22     | 5  | 295    |
| 2022  | Prema Powerteam       | 9  | 12         | 34     | 13 | 594    |